# Cloreto
Cloreto ou clorureto em química  inorgânica é uma espécie iónica formada por um átomo de cloro carregado negativamente, com estado de oxidação -1. Por extensão é um composto iónico formado por este anião ou com uma estrutura formalmente similar, ou seja, com ligação covalente entre um átomo de cloro e um elemento menos eletronegativo. 
A nomenclatura oficial para os compostos que apresentam este anião é:
Cloreto de (nome do elemento ligado ao cloro)
Exemplos:
CaCl2  : Cloreto de cálcio
HCl : Cloreto de hidrogênio

## Compostos
- Ácido clorídrico ( HCl )
- cloreto de lítio ( LiCl )
- cloreto de sódio ( NaCl )
- cloreto de potássio ( KCl )
- cloreto de prata (AgCl)
- cloreto de cálcio ( CaCl2 )
- cloreto de magnésio ( MgCl2 )
- cloreto de estrôncio ( SrCl2 )
- cloreto de bário ( BaCl2 )
- cloreto de rádio(II) ( RaCl2 )
- cloreto de actínio(III) ( AcCl3 )
- cloreto de tório(IV) ( ThCl4 )

1. ↑  «Clorureto». Dicio, Dicionário Online de Português. Consultado em 21 de abril de 2024